# Iker Spozio
Iker Spozio (né le 5 juin 1972) est un illustrateur et graphiste italien travaillant essentiellement dans le domaine de la musique.

## Biographie
Iker Spozio est né le 5 juin 1972 au nord ouest de l'Italie dans un petit village proche du Lac Majeur. Il utilise des techniques traditionnelles, sans recourir à l'ordinateur.
Il a collaboré avec des labels, dont Track and Field, Acuarela, Leaf, Noise Museum (d), Pehr (en), ainsi que la station VPRO, des magazines musicaux et des magazines de mode. De 2001 à 2005, il a illustré Ptolemaic Terrascope (en).